# Azione del 1º novembre 1944
L'azione del 1º novembre 1944 si svolse nelle acque tra le isole di Pago e Lussino, nell'ambito dei più ampi scontri della battaglia del Mediterraneo della seconda guerra mondiale.
Salpata per investigare circa la segnalazione di navi nemiche nella zona, una formazione di unità della Royal Navy britannica composta da due cacciatorpediniere si imbatté in un gruppo di navi tedesche, comprendente una torpediniera e due corvette, uscite dal porto di Fiume per andare incontro a un convoglio di truppe in arrivo da sud. Nel corso di un rapido combattimento le unità britanniche, superiori in potenza di fuoco, colarono a picco l'intera formazione tedesca causando più di 220 morti tra gli equipaggi.

## Antefatti
Dopo la proclamazione dell'armistizio dell'Italia l'8 settembre 1943 e l'avvio dell'invasione della penisola italiana ad opera delle forze degli Alleati, truppe dell'Esercito Popolare di Liberazione della Jugoslavia lanciarono un'offensiva per guadagnare il controllo della costa orientale del mare Adriatico nella regione della Dalmazia; i tedeschi tuttavia riuscirono a disarmare i reparti italiani schierati nella zona e a prendere il controllo dei porti principali della regione come Trieste, Fiume e Pola stabilendo la cosiddetta "Zona d'operazioni del Litorale adriatico" (Operationszone Adriatisches Küstenland o OZAK). I tedeschi temevano uno sbarco degli Alleati nella regione, e a difesa dell'OZAK venne schierato un ampio schieramento di truppe della Wehrmacht appoggiato da un contingente navale formato alla bisogna con unità leggere catturate alla Regia Marina italiana; come conseguenza, lo scontro con la Royal Navy britannica divenne inevitabile.
Nella seconda metà del 1944, la Royal Navy dislocò una flottiglia di cacciatorpediniere nelle acque dell'Adriatico per mettere in sicurezza l'area e condurre incursioni contro i convogli navali costieri dei tedeschi; i collegamenti navali erano essenziali per le forze tedesche dislocate sulla costa della Croazia, visto che strade e ferrovie erano alquanto insicure a causa delle frequenti imboscate tese dai partigiani jugoslavi. Al fine di contrastare questi movimenti la Royal Navy diede avvio all'operazione Exterminate, avente lo scopo in particolare di distruggere le flottiglie di scorta tedesche.
Il 26 ottobre 1944 i partigiani jugoslavi informarono il comandante delle forze navali britanniche nell'Adriatico settentrionale, capitano di corvetta (lieutenant commander) Morgan Morgan-Giles, che due cacciatorpediniere tedeschi si nascondevano in una baia lungo la costa meridionale dell'isola di Arbe. In quegli stessi giorni i tedeschi avevano dato avvio a una ritirata strategica dalle città della Dalmazia meridionale (operazione Wikinger), ritirando le loro guarnigioni da Zara e Sebenico (prossime a cadere in mano ai partigiani jugoslavi) a bordo di due convogli navali scortati dalle unità della Kriegsmarine. Il convoglio Wikinger II, in particolare, lasciò Sebenico alle 17:00 del 1º novembre 1944; il convoglio era diviso in due gruppi: il gruppo "A" consisteva in quattro motozattere (le MFP 522, MFP 554, MFP 484 e MFP 354), mentre il gruppo "B" era formato da 13 imbarcazioni leggere del genio tipo Pionier-Landungsboot e due grossi mezzi da sbarco d'assalto tipo Sturmboot.
Per la prima parte del percorso il convoglio doveva essere scortato dalla 3ª Flottiglia motosiluranti, composta dalle S-Boot S 154, S 156 e S 158; tuttavia, un'incursione di cacciabombardieri de Havilland DH.98 Mosquito della Royal Air Force su Sebenico il 25 ottobre aveva portato all'affondamento della S 158 e al danneggiamento della S 156, lasciando una sola unità disponibile per la scorta del convoglio. Alla protezione dell'operazione fu quindi destinata la 2ª Flottiglia di scorta di base a Fiume, la quale poteva schierare la torpediniera TA20 (l'ex italiana Audace, un vecchio cacciatorpediniere della prima guerra mondiale declassato a nave scorta), le corvette UJ 202 e UJ 208 (rispettivamente ex unità italiane Melpómene e Spingarda della moderna classe Gabbiano) e il dragamine R 187; la torpediniera TA21 (ex italiana Insidioso) rimase in porto a causa di problemi con la qualità del carburante. Problemi riguardanti il carburante causarono anche una partenza scaglionata delle unità della 2ª Flottiglia: le due corvette lasciarono Fiume alle 16:00 del 1º novembre, il dragamine R 187 salpò un'ora e mezzo dopo e infine la TA20 lasciò gli ormeggi alle 19:00 con a bordo il comandante della flottiglia, capitano di corvetta (Korvettenkapitän) Friedrich-Wilhelm Thorwest.

## La battaglia

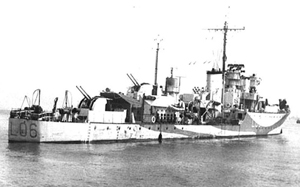
Il cacciatorpediniere britannico Avon Vale visto di poppa

Agendo sulla base delle informazioni ricevute dai partigiani, Morgan-Giles fece uscire dalla base allestita sull'isola di Isto due cacciatorpediniere della classe Hunt, l'HMS Avon Vale e lo HMS Wheatland, alle 17:00 del 1º novembre; i cacciatorpediniere erano accompagnati dalle motosiluranti MTB 295, MTB 287 e MTB 274, dalle motocannoniere MGB 642, MGB 638 e MGB 633 e dalla motolancia ML494. I cacciatorpediniere erano incaricati di sbarcare un contingente di esploratori sudafricani sulla punta settentrionale di Arbe per segnalare il passaggio di navi nemiche, le motosiluranti dovevano pattugliare il golfo del Quarnaro tra Arbe e Veglia mentre il resto delle unità doveva incrociare a sud-ovest nei pressi di Premuda; lo stesso Morgan-Giles era al comando della forza.

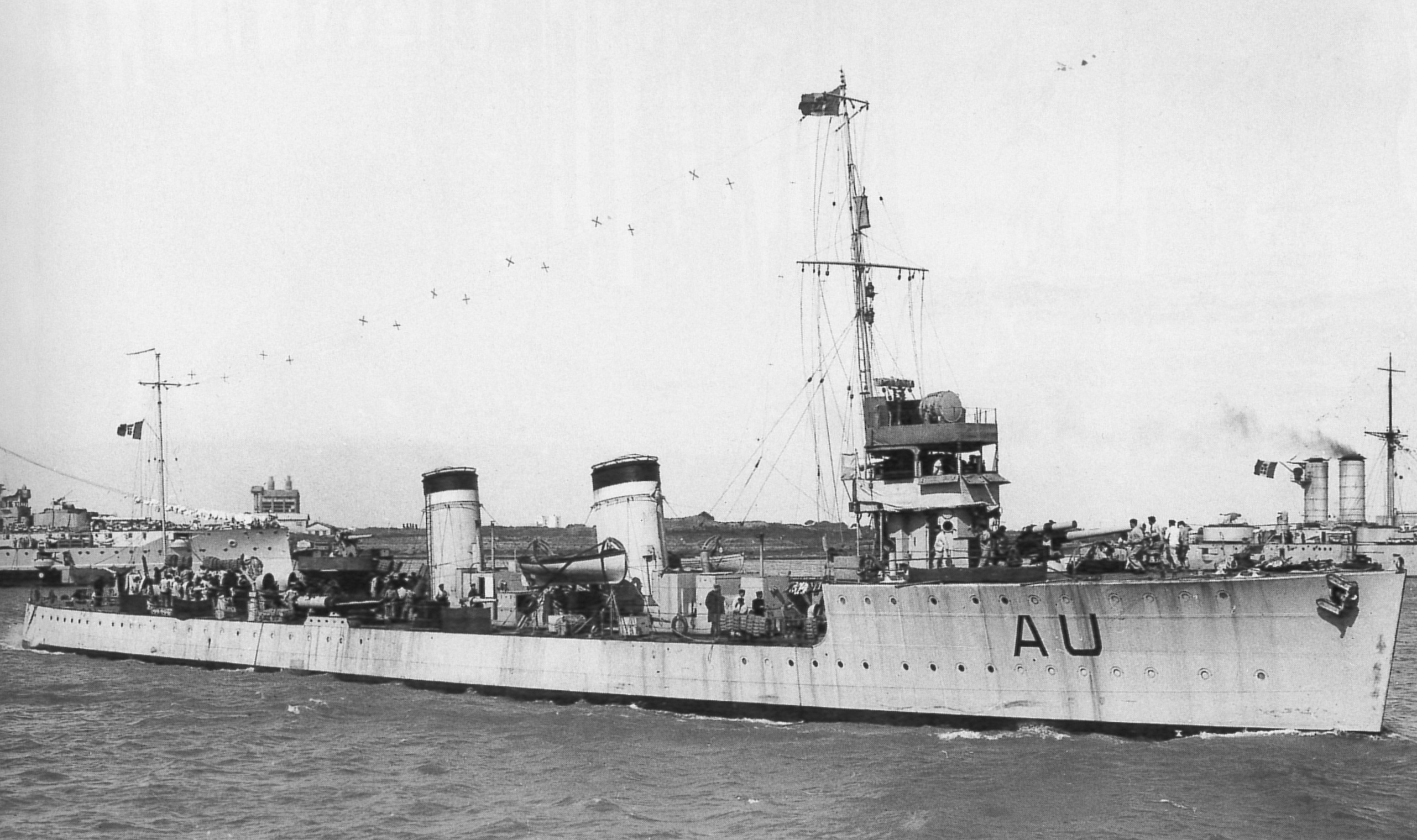
La torpediniera tedesca TA20, ex Audace della Regia Marina italiana

Gli esploratori sudafricani presero terra ad Arbe alle 19:50, nello stesso momento in cui le motosiluranti riferivano l'avvistamento di due cacciatorpediniere nemici in navigazione a sud. Questi erano, in effetti, le due corvette UJ 202 e UJ 208 le quali, impiegando i loro apparati radar, avvistarono i cacciatorpediniere britannici alle 20:15 sulla loro sinistra: venne ordinato il posto di combattimento, e la UJ 202 sparò due proiettili illuminanti. I cacciatorpediniere britannici aprirono il fuoco sulle unità tedesche alle 20:20 mentre si trovavano a ovest di Pago, mirando ciascuno a un diverso bersaglio; i britannici misero rapidamente a segno dei colpi sulle corvette tedesche con i loro cannoni da 100 mm, centrando il bersaglio da una distanza di 3 700 metri. La UJ 202 fu colpita diverse volte, subendo danni al suo armamento, alla plancia e alla sala radio, ma continuò a rispondere al fuoco mentre tentava di portarsi verso l'isola di Arbe; anche la UJ 208 fu subito colpita, e il suo armamento d'artiglieria fu messo fuori uso: l'equipaggio riuscì a domare un primo incendio scoppiato a poppa, ma un secondo focolaio sviluppatosi a mezzanave interruppe le comunicazioni tra la sezione anteriore e quella posteriore dell'unità. Alle 20:30 UJ 208 iniziò a inclinarsi per poi affondare e la UJ 202 colò a picco alle 21:00.
I cacciatorpediniere britannici si fermarono sul luogo dello scontro e iniziarono le operazioni per prendere a bordo i naufraghi delle due unità tedesche, ma alle 22:30 avvistarono sui radar la torpediniera TA20 e diressero subito il tiro su di essa. La prima salva dei cannoni britannici centrò in pieno la plancia della TA20 uccidendo tutti gli ufficiali e mettendo fuori uso il sistema di controllo del tiro; nel giro di breve tempo la nave fu quindi affondata nelle vicinanze dell'isola di Pago. Il combattimento fu così rapido che né la TA20 né le due corvette tedesche ebbero il tempo di lanciare un allarme via radio.
Rimasto estraneo allo scontro, il dragamine R 187 mantenne il silenzio radio e riuscì a evadere il contatto con i britannici; la nave si ricongiunse con il convoglio in arrivo da Sebenico alle 23:45 e procedette con esso verso nord. Le Pionier-Landungsboot del gruppo "B" raggiunsero l'approdo di Porto Re (tranne due che si rifugiarono a Segna a causa delle cattive condizioni del mare), mentre il resto del convoglio raggiunse Fiume il 2 novembre; i cacciatorpediniere britannici rientrarono a Isto a causa dello scarso carburante residuo.

## Conseguenze
Visto il peggiorare delle condizioni meteo, i due cacciatorpediniere britannici riuscirono a recuperare solo 90 superstiti degli equipaggi delle tre unità tedesche; le cattive condizioni del mare impedirono inoltre il recupero degli esploratori sudafricani, recupero che fu portato a termine solo quattro giorni dopo la battaglia. La Kriegsmarine inviò sul luogo dello scontro le torpediniere TA40 e TA45 e le motosiluranti S 33 e S 154 in cerca di superstiti, recuperando il 3 novembre 17 membri dell'equipaggio (di cui sette feriti) della TA20 che avevano raggiunto l'isola di Trestenico venendo assistiti dai custodi del locale faro; oltre a questi, le unità tedesche recuperarono dal mare un superstite della UJ 202 e tre della UJ 208. Più di 220 marinai tedeschi perirono nella battaglia, tra cui il comandante della flottiglia e i tre ufficiali al comando delle unità affondate.
Per le loro azioni nello scontro, il tenente Hugh Askew Corbett del Wheatland ricevette la Distinguished Service Order mentre il tenente Ivan Hall dell'Avon Vale fu insignito della Distinguished Service Cross; tutti i quattro comandati tedeschi periti nello scontro (il comandante della flottiglia Thorwest, il tenente Heinz Guhrke della TA20, il tenente Heinz Trautwein della UJ 202 e il tenente Klaus Wenke della UJ 208) furono insigniti postumi dell'onorificenza della Croce di Cavaliere della Croce di Ferro e Thorwest fu promosso al grado di Fregattenkapitän.
I partigiani jugoslavi catturarono Sebenico e Zara il 3 novembre 1944, ma le operazioni nell'Adriatico continuarono fino all'aprile 1945 sebbene i cacciatorpediniere degli Alleati non ebbero più occasione di ingaggiare in combattimento le navi tedesche; la caccia alle superstiti unità della Kriegsmarine portò ancora a qualche azione bellica, la più significativa delle quali fu l'affondamento della torpediniera TA45 ad opera di motosiluranti britanniche in aprile. Solo quattro unità tedesche sopravvissero fino alla resa delle forze della Wehrmacht nella regione dell'Adriatico alla fine dell'aprile 1945.
Il relitto della TA20 fu individuato da sommozzatori italiani nel 1999: lo scafo giace su una parte del fondo marino vicino a una zona commerciale di pesca a strascico, ed è regolarmente oscurato da grandi quantità di limo. I relitti delle due corvette furono invece individuati nel 2000: visto che non è possibile distinguere la UJ 202 dalla gemella UJ 208, i due scafi sono noti come "corvetta settentrionale" e "corvetta meridionale" sulla base della loro posizione. I tre relitti sono parte di una più ampia collezione di scafi affondati nota come "la flotta fantasma di Pago" (Sablasna paška flota in croato), comprendente anche il relitto del cacciatorpediniere britannico HMS Aldenham (affondato per l'urto con una mina il 14 dicembre 1944) e i piroscafi austro-ungarici SS Albanien e SS Euterpe (affondati durante la prima guerra mondiale).